# BLS RABe 525

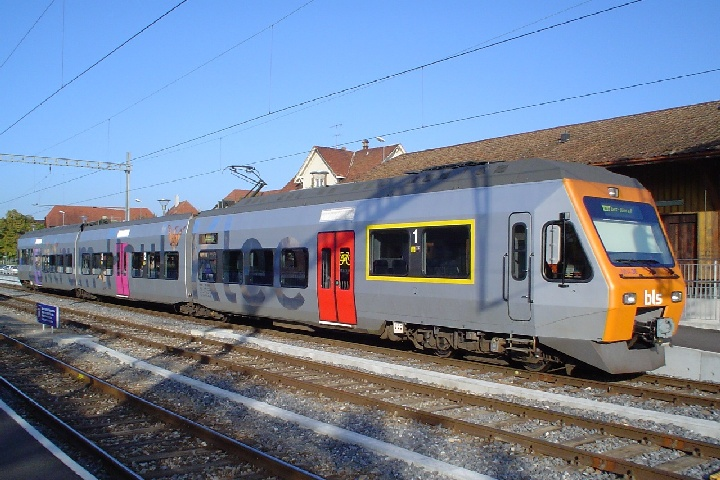
Rame NINA du BLS à trois éléments en livrée publicitaire pour le Centre Paul-Klee, en gare de Kerzers.

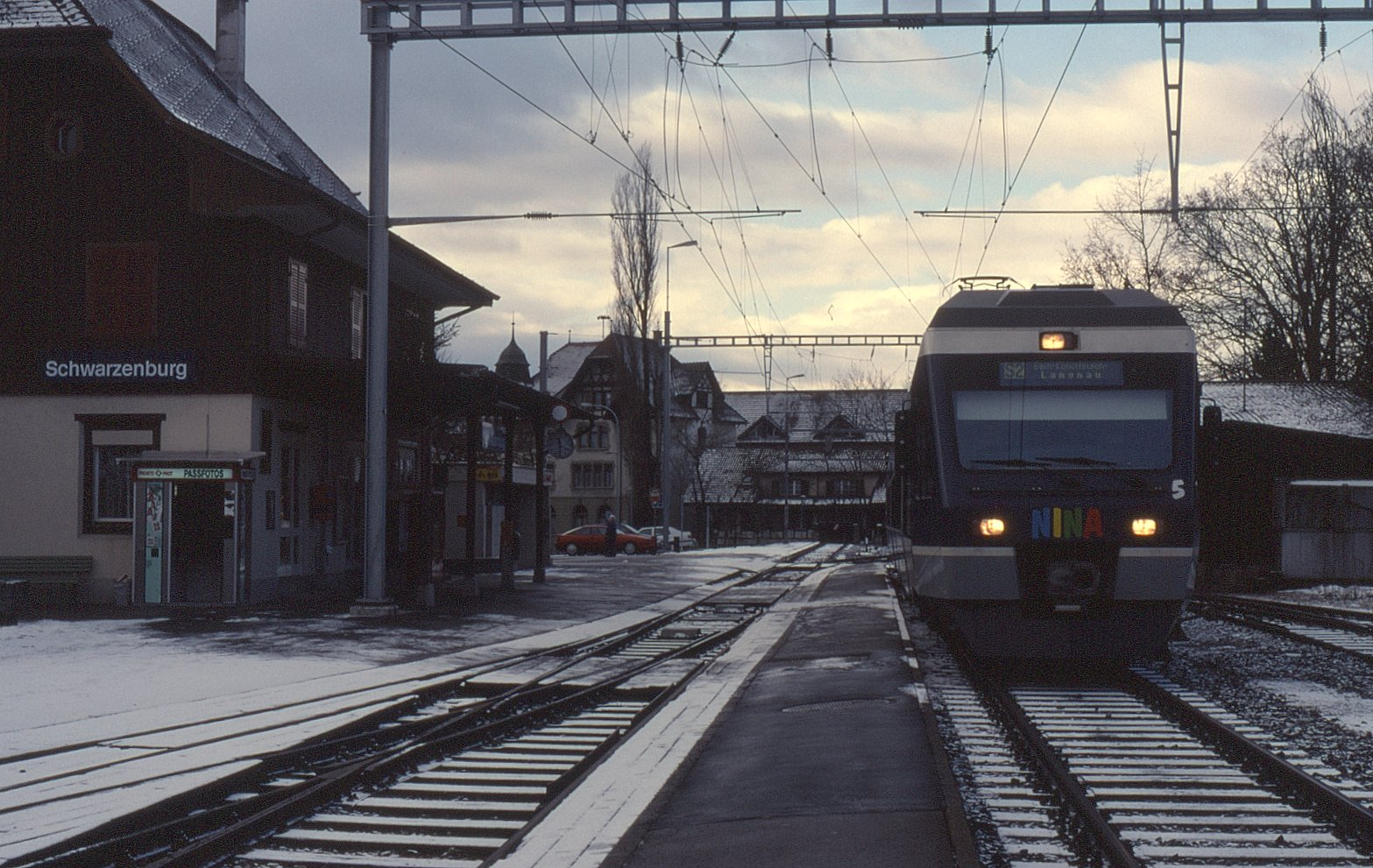
Une rame NINA en livrée d'origine, Schwarzenburg 1999.

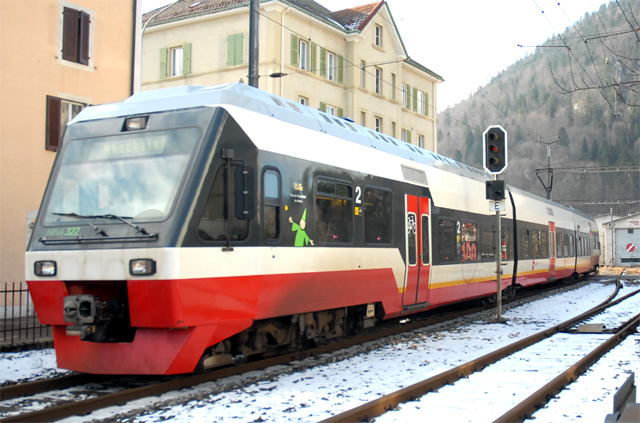
En gare de Fleurier, une rame NINA des Transports régionaux neuchâtelois, avant sa vente au BLS.

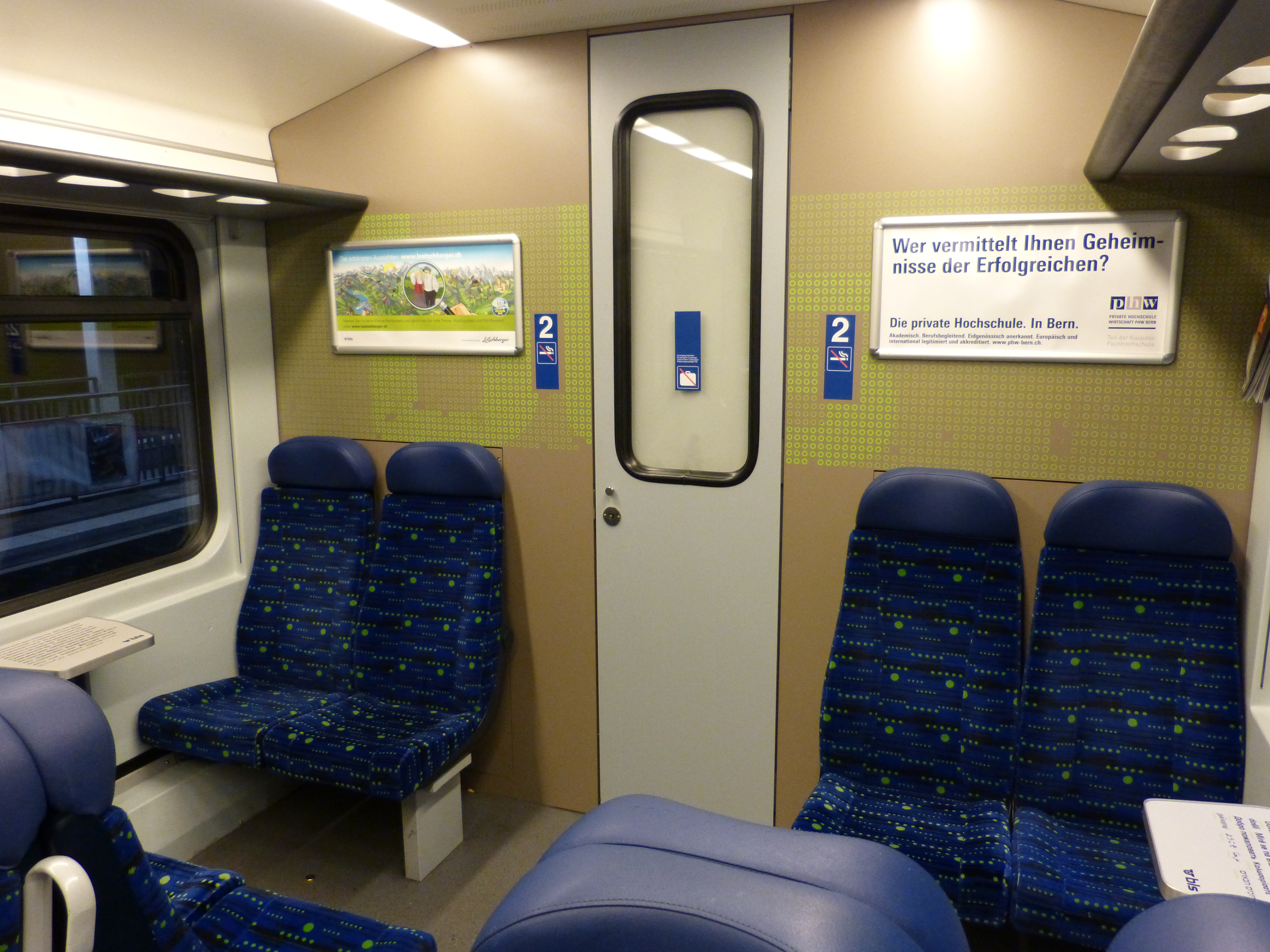
Vue intérieure d'un compartiment 2e classe de la rame BLS RABe 525 034-5.

Les rames RABe 525, dites « rames NINA », sont des rames conçues pour des navettes de courte distance. Leur accès est facilité par un plancher surbaissé.

## Historique
Selon la numérotation UIC, elles portent les numéros RABe 94 85 7525 001 à 038.
Il existe deux sortes de rames :
- 25 rames à 3 caisses (no 001 à 014, et 028 à 038) ;
- 13 rames à 4 caisses (no 015 à 027), obtenues par ajout d'une caisse dès 2007.

Elles ont été livrées entre 1998 et 2005, par la firme Bombardier Transport dans l'usine de Villeneuve (Vaud) près de Vevey. Les deux dernières, no 037 et 038, ont été rachetées au Transports régionaux neuchâtelois (TRN), d'où elles avaient été livrées en 2002/03 sous les numéros 527 321 et 322. Enfin, la no 038 a été revendue en 2013 aux TMR, où elle roule en livrée RegionAlps (officieusement RABe 527 514, réellement RABe 525 041).

### Engagement en 2024
Les RABe 525 sont mis en service sur les lignes suivantes :
- S-Bahn Bern
  - S 5  Berne – Kerzers – (Neuchâtel) / Morat (– Payerne)
  - S 44 Thun – Belp –  Berne – Burgdorf – Solothurn ou Sumiswald-Grünen
- S-Bahn de Lucerne
  - S 6 Luzern – Wolhusen – Langnau i.E. ou Langenthal
  - S 7 Gare de Lucerne - Wohlhusen - Huttwil - Gare de Langenthal
  - S 77 Gare de Lucerne - Willisau
- RegioExpress Domodossola - Brig - Visp

## Tableau des rames
| No BLS    | Baptême                | Livraison   | Notes                                                                   |
| --------- | ---------------------- | ----------- | ----------------------------------------------------------------------- |
| 525 001-4 | La Thielle/Zihl        | 30.10.1998  |                                                                         |
| 525 002-2 | Schwarzwasser (de)     | 11.12.1998  |                                                                         |
| 525 003-0 | Emme                   | 11.02.1999  |                                                                         |
| 525 004-8 | La Broye               | 28.05.1999  |                                                                         |
| 525 005-5 | Aare                   | 11.06.1999  |                                                                         |
| 525 006-3 | Gürbe                  | 08.07.1999  |                                                                         |
| 525 007-1 | Gäbelbach              | 02.07.1999  |                                                                         |
| 525 008-9 | La Sarine/Saane        | 06.08.1999  |                                                                         |
| 525 009-7 | Schwarzsee             | 26.07.2002  |                                                                         |
| 525 010-5 | Gerzensee (de)         | 29.08.2002  |                                                                         |
| 525 011-3 |                        | 27.09.2002  |                                                                         |
| 525 012-1 |                        | 31.10.2002  |                                                                         |
| 525 013-9 |                        | 17.12.2002  | inscriptions frontales « NINO »                                         |
| 525 014-7 | Wohlensee (de)         | 16.01.2003  |                                                                         |
| 525 015-4 |                        | 04.07.2003  | modifiée en rame à quatre éléments publicité intégrale « Gurtenbahn »   |
| 525 016-2 |                        | 04.07.2003  | modifiée en rame à quatre éléments                                      |
| 525 017-0 | Grabebach              | 30.07.2003  | modifiée en rame à quatre éléments                                      |
| 525 018-8 | Thunersee              | 19.09.2003  | modifiée en rame à quatre éléments                                      |
| 525 019-6 |                        | 29.10.2003  | modifiée en rame à quatre éléments                                      |
| 525 020-4 | Scherlibach (de)       | 03.11.2003  | modifiée en rame à quatre éléments                                      |
| 525 021-2 |                        | 21.11.2003  | modifiée en rame à quatre éléments                                      |
| 525 022-0 | Worble (de)            | 03.12.2003  | modifiée en rame à quatre éléments                                      |
| 525 023-8 |                        | 17.12.2003  | modifiée en rame à quatre éléments                                      |
| 525 024-6 |                        | 06.02.2004  | modifiée en rame à quatre éléments                                      |
| 525 025-3 |                        | 19.03.2004  | modifiée en rame à quatre éléments                                      |
| 525 026-1 | Chräbsbach             | 21.04.2004  | modifiée en rame à quatre éléments                                      |
| 525 027-9 | Glütschbach (de)       | 30.04.2004  | modifiée en rame à quatre éléments                                      |
| 525 028-7 | La Bibera/Bibere (de)  | 04.06.2004  |                                                                         |
| 525 029-5 |                        | 25.06.2004  |                                                                         |
| 525 030-3 |                        | 20.07.2004  |                                                                         |
| 525 031-1 |                        | 22.10.2004  | radiée à la suite d'un incendie (26.12.2010)                            |
| 525 032-9 |                        | 09.11.2004  |                                                                         |
| 525 033-7 | Wankdorf               | 11.12.2004  |                                                                         |
| 525 034-5 |                        | 07.04.2005  |                                                                         |
| 525 035-2 | Lotti                  | 05.04.2005  | publicité intégrale « Alperose »                                        |
| 525 036-0 |                        | 07.04.2005  | publicité intégrale « Zentrum Paul Klee », puis « Berner Zeitung »      |
| 525 037-8 | Junior station Langnau | 2002 (2009) | ex-TRN RABe 527 321-4 publicité intégrale « Login »                     |
| 525 038-6 |                        | 2003 (2008) | ex-TRN RABe 527 322-2 revendue aux TMR puis Regionalps: RABe 525 038 RA |

## Aménagements intérieurs
Le plancher bas s'étend sur toute la rame, excepté les bogies extrêmes motorisés, sur lesquels un plancher plus haut existe. Les bogies intermédiaires comportent des petites roues, de faible diamètre. Grâce à cette disposition, la hauteur du bogie est réduite et permet la continuité du plancher bas.
Étant donné que ces rames sont avant tout destinées au trafic régional (Regio/S-Bahn), la capacité des places assises a été augmentée par rapport à l'habitude avec une disposition de sièges de 2+2 en première classe, et 3+2, soit cinq places de front en seconde classe.
Les rames à 3 caisses ne possèdent qu'un compartiment de première classe, situé à l'une des deux extrémités de la rame, au-dessus d'un des bogies moteurs. Les rames à 4 caisses possèdent deux compartiments de première classe, à chacune des extrémités, accolés aux cabines de conduite.

## Rénovation par le BLS
Dès juin 2015, les 36 rames NINA seront entièrement rénovées par le BLS. Dans les principales transformations, on trouve le déplacement du compartiment de 1re classe au milieu du train, et l'intégration de prises de courant dans cette même classe. La première rame rénovée a été mise en service le 25 novembre 2015.